# Lisa Ann Walter
Lisa Ann Walter (Silver Spring, Maryland, 3 de agosto de 1963) es una actriz, comediante, escritora y productora de películas estadounidense. Ha aparecido en algunas películas como la versión del año 1998 de la película The Parent Trap, así como en Bruce Almighty, Shall We Dance? y La guerra de los mundos en el papel de Cheryl. Walter también creó y protagonizó el programa de comedias Life's Work realizado entre los años 1996-1997. También se desempeñó como jurado en la serie de reality show de la cadena norteamericana de televisión ABC The Next Best Thing: Who Is the Greatest Celebrity Impersonator?. También ha desarrollado una serie llamada Dance Your Ass Off.
Walter tiene una hermana mayor, Laura, quien es prácticamente igual a ella. Laura vive en Florida con su esposo Jim, y sus hijos Aidan y Andrew.

## Biografía

### Primeros años
Walter nació en la zona rural de Pensilvania, creciendo en los suburbios de Maryland, cerca a Washington D. C.. Eventualmente estudió arte dramático en la Universidad Católica de América, donde obtuvo el título de grado en artes, comenzando a aparecer en varios obras teatrales de la región.
Walter se mudó a Nueva York donde hizo performances en concursos nocturnos en algunos clubes reconocidos de comedia. Se casó y se convirtió en madre a los 24 años, pero pronto tuvo audiencias, teniendo que lidiar con las perspectivas de crianza de su hijo, su vida doméstica y las reuniones sociales.

### Carrera
Luego de cinco años de trabajar en comedias en vivo, fue llevada para dirigir su propio programa de comedias en Fox Network, cuyo nombre era My Wildest Dreams, seguido por el programa Life's Work en ABC, el cual fue creado y protagonizado por ella misma. Walter fue aclamada por la crítica al coconducir la serie televisiva Breaking News en el canal Bravo y Emeril, por la cadena NBC.
En el ámbito cinematográfico, además de en Bruce Almighty (2003) y Shall We Dance? (2004), Walter recibió excelentes críticas por su papel en el éxito de Disney The Parent Trap (1998). En la remake del clásico original, ella aparece como la nana de la hija de Dennis Quaid. Antes de eso, Walter interpretó a Claudine, la asistente picarona de Whoopi Goldberg en Eddie (1996).
A comienzos de 2007 Walter hizo el papel de Mabel, una barman, en la telenovela Watch Over Me. Ese verano fue jurado en el reality show para la televisión The Next Best Thing, un show que elige a los mejores imitadores de Estados Unidos.

## Filmografía
- 1996: Eddie como Claudine
- 1997: Late Bloomer (TV) como Cassie Baltic
- 1998: The Parent Trap como Chessy
- 2000: Get Your Stuff como Principal Perry
- 2001: Early Bird Special como Janet
- 2003: Farm Sluts como Ejecutiva feminista sexy
- 2003: Bruce Almighty como Debbie
- 2004: Shall we dance? como Bobbie
- 2005: Coffee Date como Sara
- 2005: La guerra de los mundos como Bartender Cheryl
- 2005: The Trouble with Dee Dee como Dee Dee Rutherford
- 2006: Man vs. Monday como Joan
- 2006: Graduation como Carol
- 2006: Coffee Date como Sara
- 2006: Room 6 como Sgt. Buiiiiirch
- 2007: Entry Level como Kathie
- 2007: Twisted como Doctora Richardson -  posproducción (a junio de 2007)
- 2008: Drillbit Taylor como Dolores
- 2012: Killers como Olivia Brooks
- 2023: Diary of a Wimpy Kid Christmas: Cabin Fever como Gabby

## Televisión
- 2022: Abbott Elementary como Melissa Schemmenti